# شنا در مسابقات جهانی ورزش‌های آبی ۱۹۹۴
شنا یکی از رشته‌های ورزشی مسابقات جهانی ورزش‌های آبی ۱۹۹۴ بوده است.

## جدول مدال‌ها
میزبان 
| رتبه  | کشور                | طلا | نقره | برنز | مجموع |
| ۱     | چین                 | ۱۲  | ۶    | ۱    | ۱۹    |
| ۲     | ایالات متحده آمریکا | ۴   | ۱۰   | ۷    | ۲۱    |
| ۳     | روسیه               | ۴   | ۵    | ۲    | ۱۱    |
| ۴     | استرالیا            | ۴   | ۲    | ۳    | ۹     |
| ۵     | مجارستان            | ۲   | ۲    | ۴    | ۸     |
| ۶     | فنلاند              | ۲   | ۲    | ۰    | ۴     |
| ۷     | سوئد                | ۱   | ۲    | ۰    | ۳     |
| ۸     | آلمان               | ۱   | ۱    | ۵    | ۷     |
| ۹     | اسپانیا             | ۱   | ۱    | ۰    | ۲     |
| ۱۰    | لهستان              | ۱   | ۰    | ۰    | ۱     |
| ۱۱    | نیوزیلند            | ۰   | ۱    | ۲    | ۳     |
| ۱۲    | بلژیک               | ۰   | ۰    | ۲    | ۲     |
| ۱۲    | برزیل               | ۰   | ۰    | ۲    | ۲     |
| ۱۲    | کاستاریکا           | ۰   | ۰    | ۲    | ۲     |
| ۱۵    | ایتالیا             | ۰   | ۰    | ۱    | ۱     |
| ۱۵    | لیتوانی             | ۰   | ۰    | ۱    | ۱     |
| مجموع | مجموع               | ۳۲  | ۳۲   | ۳۲   | ۹۶    |